# ストリートギャング

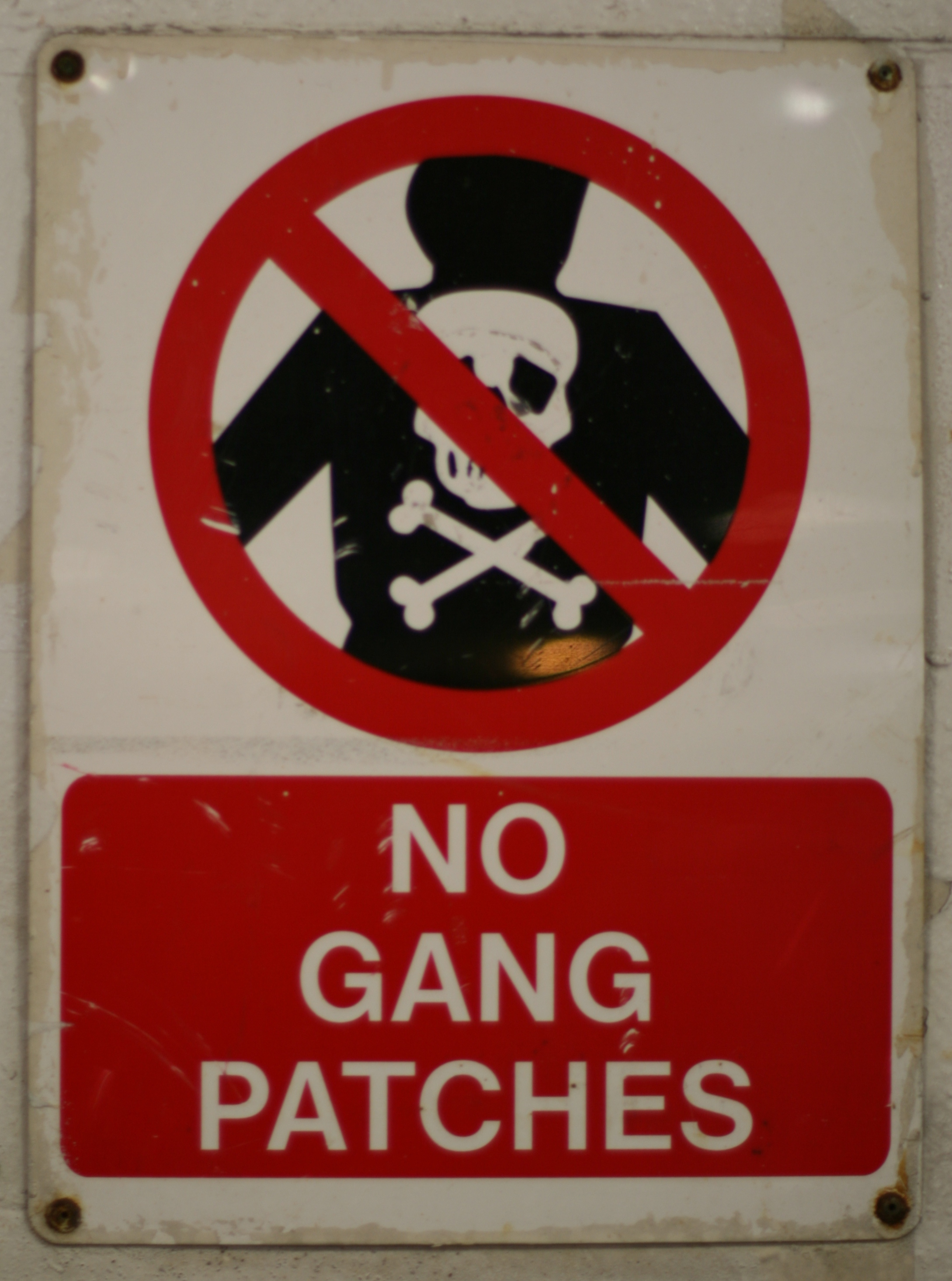
路上でギャング・パッチがついた衣服の着用を禁ずる看板。ニュージーランドにて

ストリートギャング（street gang）は、市街地の路地などで活動するギャング組織の末端組織で、銃器が入手しやすいアメリカ合衆国では、構成員がたびたび銃乱射事件を起こすなど、大きな社会問題と化している。

## 概要
これらの集団は、1900年頃のアメリカにてすでにその原型が見られたが、特に1980年代以降には自動小銃や短機関銃などで違法に武装する集団が多く見られ（アメリカであっても全自動銃は警察や軍の公務用にしか認められない）、乱射事件を起こしやすいなどの問題行動が見られる。
アメリカやオーストラリア、欧州各国、メキシコ、ブラジルでは20代、30代のメンバーが中心で、40代や50代の構成員が中心となるグループも珍しくない。
構成員3万人からなる全米最大のクリップス（Crips）は青、全米に構成員2万人からなるラテンキングス（Latin Kings）は黄、構成員9,000人からなるブラッズ（Bloods）は赤、といったように、一部のストリートギャングはシンボルカラーを身につけている。ラテンキングスは非常に凶悪なことで知られ、かつてマクドナルドにたむろし、入店禁止処分にされたメンバーが報復のため自動小銃を乱射し店長を殺害。事件を重く見たロサンゼルス市警察が専従捜査・取締班CRASH（Community Resources Against Street Hoodlums、地域街頭暴力への対抗方策）を設置する事態に発展した。この事件は映画『カラーズ 天使の消えた街』で取り上げられた。なおCRASHは、1998年にランパート分署で発生したギャングメンバーへの過剰な暴力行為、いわゆるランパート・スキャンダルなどが問題になったことから廃止されている。こちらも映画「ランパート　汚れた刑事」の原案になった。
アクション映画やコンピュータゲームなどではしばしばやられ役のチンピラをストリートギャングと表現する場合もあるが、実際には人数が少ない分だけ武装に力を注ぐ傾向が強く、銃器に頼りやすい。結果的により凶悪な事件を起こしやすいなど、都市部の治安悪化要因のひとつに挙げられる。
また、若年層が中心であるため、高校生くらいの年代の少年も多いとされるが、たびたび凶悪な事件を巻き起こすことから、他の少年犯罪のようにモラトリアムの範疇には見なされず、成人した犯罪者と同様に扱われ、警官隊と銃撃戦の末に射殺されるケースも多いとされ、それらの集団が扱う商品には麻薬、銃器、売春といった違法なものから、パーティー券や各種チケットのダフ行為まで多岐に渡り、また、違法な商品の仕入先にはマフィアなどの大手組織が挙げられている。
「プロジェクツ」と呼ばれる、低所得者向け公営住宅や放棄され廃墟になったビルの一室を根城として活動し、数名から十数名程度の弱小グループから、下位組織を含めると総勢数万名に及ぶ大規模な団体まで様々で、それぞれのグループに特徴的なファッション・ルールがあるとされ、80~90年代頃よりチームごとに色を揃えたスポーツウェアやネルシャツ、バンダナといったヒップホップ系のファッションが主となった。
特に若者文化に影響力は大きく、ヒップホップやラップなどは彼らストリートギャングやその出身者（ギャング）が主な牽引役となっている。そのため、教育者や保護者には、これを「ギャングスタイル」だとして嫌う傾向も存在する。

## 人種差別や移民との関係
ストリートギャングはアフリカ系、ヒスパニック系など、特定の人種あるいは民族のメンバーのみで構成されていることが多い。この背景には、アメリカでは必ずしも末端では人種差別が払拭されてはおらず、また、比較的近年になって移民してきた人々は確固たる社会基盤を持たないことから経済的に貧しいことが多く、これら社会基盤に乏しく貧しい家の子供達が、特定の肌の色を持つ者同士で集まって、小集団を結成し、活動するケースがあったことが原因であると思われる。このようにして結成された、有色の肌を持つ特定人種のみにて構成されたギャングを、しばしば有色人種を指し差別的意味合いを持つ「カラード」を付けカラード・ギャングと呼称した時代もある（→クリップスおよびブラッズを参照）。アフリカ系メンバーからなるクリップスやブラッズ、チカーノと呼ばれるメキシコ系メンバーからなるエイティーンス・ストリート・ギャングやスレーニョス、エルサルバドル移民を中心としたラテン系メンバーからなるマラ・サルバトルチャ、アルメニア系メンバーからなるアルメニアン・パワー、アジア系メンバーからなるボーン・トゥ・キルなどがこれにあたる。(また、オセアニアには先住民族、ヨーロッパでは中東系など移民のギャングが存在する)一方、白人メンバーのみで構成されたナチ・ローライダーズやパブリック・エネミー・No.1などもあり、これらの組織では白人至上主義を掲げている。

## ストリートギャングの組織一覧
アメリカ合衆国
- クリップス
- ブラッズ
- ヴァイス・ローズ
- フォー・コーナー・ハスラーズ
- ブラック・P・ストーンズ
- ギャングスター・ディサイプルズ
- ブラック・ディサイプルズ
- ミッキー・コブラズ
- ラテンキングス
- マニアック・ラテン・ディサイプルズ
- スパニッシュ・コブラズ
- スレーニョス
- ノルテーニョス
- マラ・サルバトルチャ
- エイティーンス・ストリート・ギャング
- フレズノ・ブルドッグス
- フロレンシア・13
- バリオ・ロンゴス・13
- バリオ・ローガン・ハイツ
- バリオ・ハワイアン・ガーデンズ
- ホワイト・フェンス
- ラ・ラサ
- ヴァトス・ロコス
- アルメニアン・パワー
- サタナス
- メナス・オブ・ディストラクション
- タイニー・ラスカル・ギャング
- アジアン・ボーイズ
- フライング・ドラゴンズ
- ゴーストシャドウ (解散)
- ボーン・トゥ・キル (解散)
- サイモン・シティー・ロイヤルズ
- ゲイローズ
- トリニタリオス
- ドミニカンズ・ドント・プレイ
- ゾー・パウンド

アメリカ合衆国(刑務所内プリズン・ギャング)
- メキシカン・マフィア
- ヌエストラ・ファミリア
- ブラック・ゲリラ・ファミリー
- DC・ブラックス
- テキサス・シンジケート
- バリオ・アステカ
- アーリアン・ブラザーフッド
- ナチ・ローライダーズ
- パブリック・エネミー・No.1

カナダ
- インディペンデント・ソルジャーズ (移民、白人を含む多人種で構成)
- ユナイテッド・ネーション(同上)
- レッド・スコーピオン(同上)
- インディアン・ポッセ (先住民で構成)
- マニトバ・ウォリアーズ(同上)
- VVT(タミル人で構成)
- ディクソン・ブラッズ (ソマリア人で構成)

イギリス
- ゲットー・ボーイズ (アフリカ系で構成)
- ペッカム・ボーイズ (同上)
- ブリックレーン・マッシブ (バングラデシュ系で構成)
- リンクス・ギャング (パキスタン系で構成)

ドイツ
- ブラック・ジャケッツ (トルコ系で構成)
- 36ボーイズ(同上、現在は解散)

デンマーク
- AK81 (白人至上主義組織)
- ブラック・コブラ (中東系で構成)
- ロイヤル・トゥ・ファミリア (同上)

スウェーデン
- アル・サラーム313 (同上)
- オリジナル・ギャングスターズ (同上)

オーストラリア
- エイペックス(アフリカ系で構成)
- アイランダー23(アボリジニで構成)
- イーヴル・ウォリアーズ(同上)
- ソード・ボーイズ(レバノン系で構成)

ニュージーランド
- モンゴレル・モブス (マオリ族ほかポリネシア人で構成)
- ブラック・パワー (同上)
- ニュージーランド・ノマズ (同上)
- キング・コブラズ(同上)
- キラー・ビーズ(同上)

## 日本での類似現象
日本にも、このスタイルだけが伝播し、暴走族への憧れの低下や、上下関係の煩わしさなどもあり、未成年者等によるチーマーやバイカーやカラーギャングと呼ばれる小集団を発生させている。チーマーやバイカーは1980年代半ば以降より特に渋谷や上野周辺で活動が見られたが、その後1990年代半ばよりカラーギャングがその活動を活発化させ、社会問題となっている。
また、このような不良グループのOBが21世紀になって以降、怒羅権や関東連合などのいわゆる半グレと呼ばれるグループを作って営利犯罪を行うケースも増えている。取り締まりによって弱体化する暴力団に代わり、芸能界やクラブ経営などに携わり、勢力を増大させていくのではという意見もあった。

## 関連する作品等

### 映画
- 『アウトサイダーズ』 - The Outsiders
- 『アメリカン・ミー』 - American Me
- 『アルティメット』 - BANLIEUE 13
- 『ウエスト・サイド物語』 - West Side Story
- 『ウォリアーズ』 - The Warriors
- 『狼たちの処刑台』 - Harry Brown
- 『カラーズ 天使の消えた街』 - Colors
- 『ギャング・オブ・フィラデルフィア ザ・ビギニング』 - State Property
- 『ギャング・オブ・フィラデルフィア』 - State Property : Blood on The Streets
- 『グラン・トリノ』 - Gran Torino
- 『ゲッド・リッチ・オア・ダイ・トライン』 - Get Rich or Die Tryin
- 『サウス・セントラル/非情の街』 - SOUTH CENTRAL
- 『シティ・オブ・ゴッド』 - City of God
- 『ストリート・オブ・ファイヤー』 - Street Of Fire
- 『トレーニング デイ』 - Training day
- 『ニュー・ジャック・シティ』 - New Jack City
- 『ブラッド・イン ブラッド・アウト』 - Blood in Blood Out
- 『ボーイズ'ン・ザ・フッド』 - Boyz n the Hood
- 『ロミオ+ジュリエット』 - William Shakespear's Romeo + Juliet
- 『ワイルド・スピード』 - The Fast and the Furious

### テレビドラマ
- 『Sh15uya』
- 『池袋ウエストゲートパーク』
- 『THE WIRE/ザ・ワイヤー』

### コンピュータゲーム
- 『アーバンレイン』
- 『グランド・セフト・オートシリーズ』
- 『セインツロウ』
- 『ラストブロンクス -東京番外地-』
- 『龍が如くシリーズ』

### 漫画
- 『BANANA FISH』
- 『TOKYO TRIBE』
- 『TWO突風!』
- 『ギャングキング』
- 『サムライソルジャー』